# Cryptopone gilva
Cryptopone gilva är en myrart som först beskrevs av Julius Roger 1863.  Cryptopone gilva ingår i släktet Cryptopone och familjen myror. Inga underarter finns listade i Catalogue of Life.

## Bildgalleri

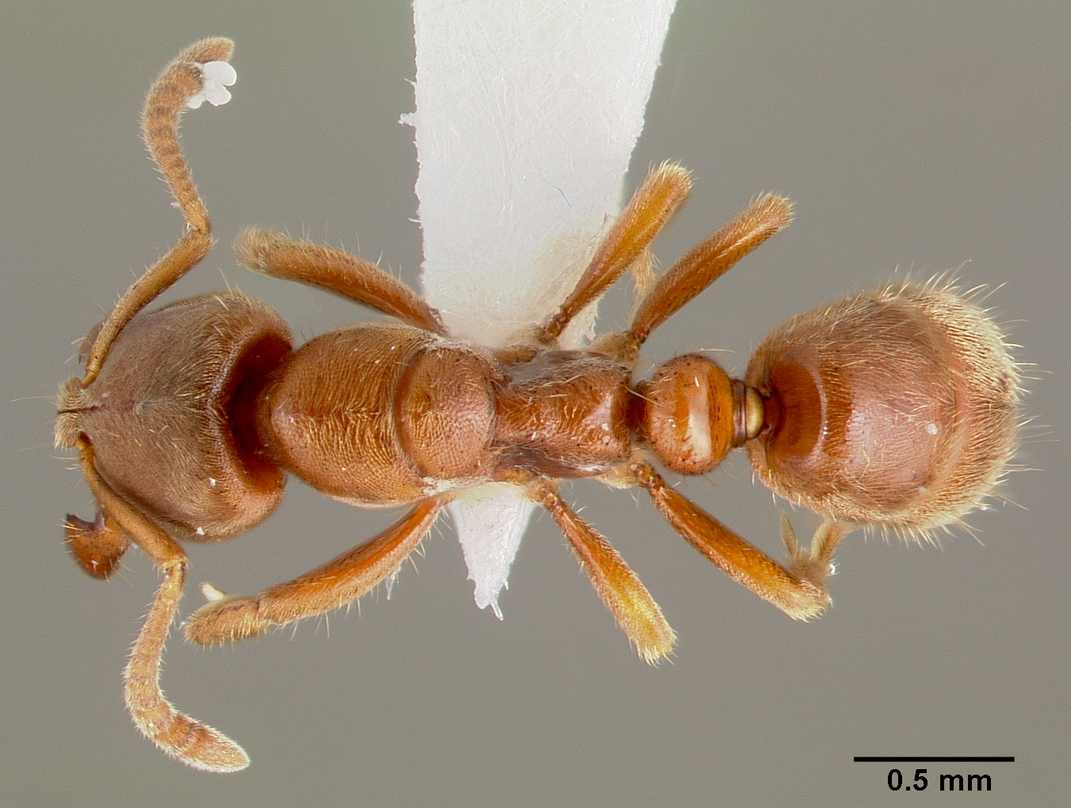
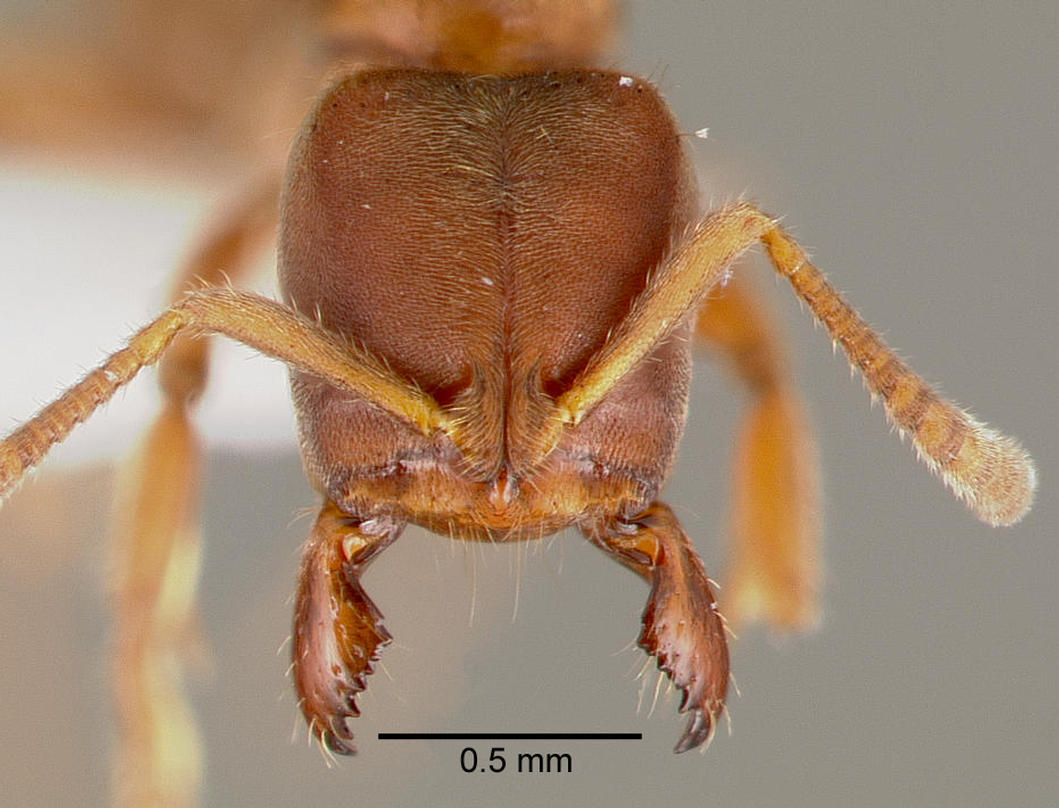
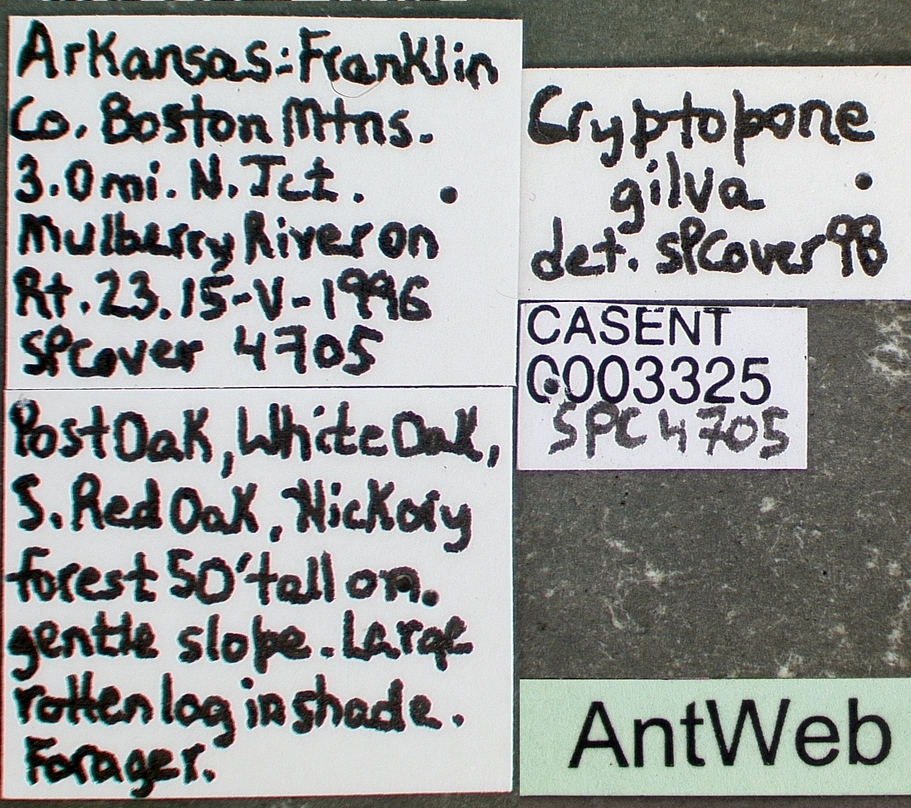
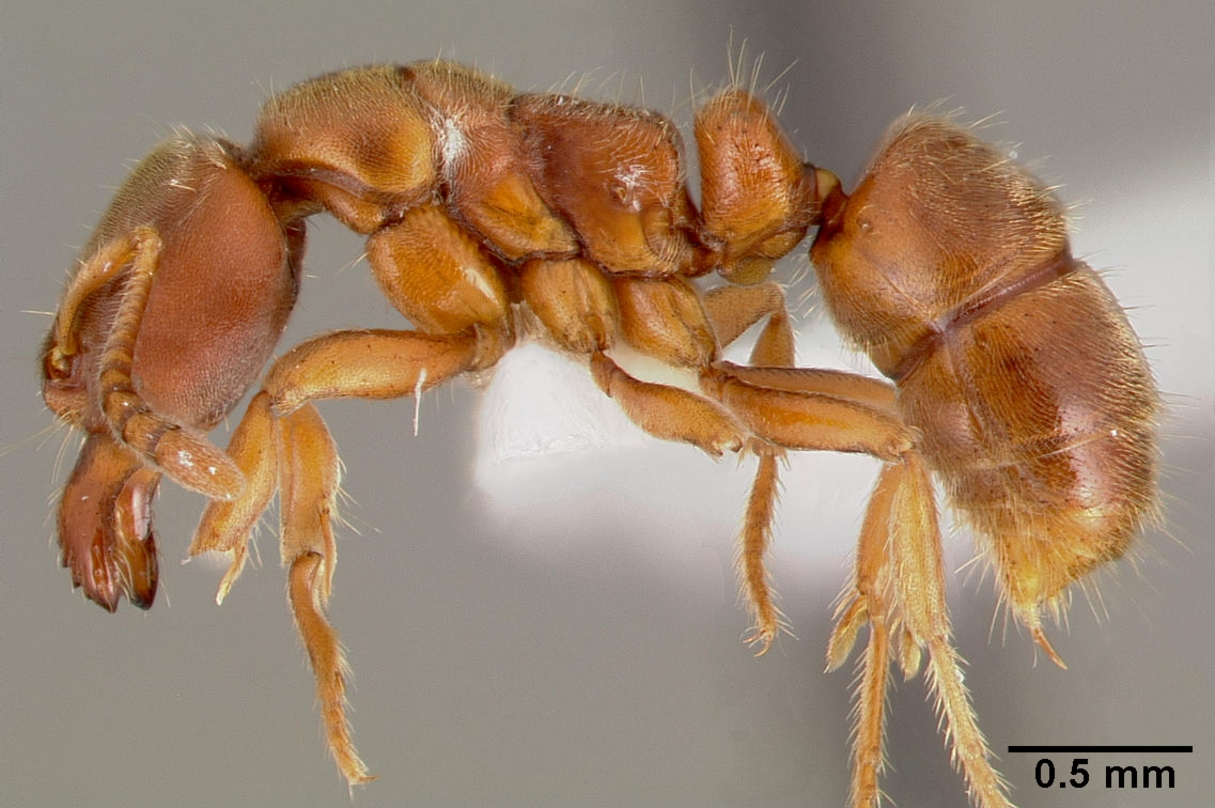
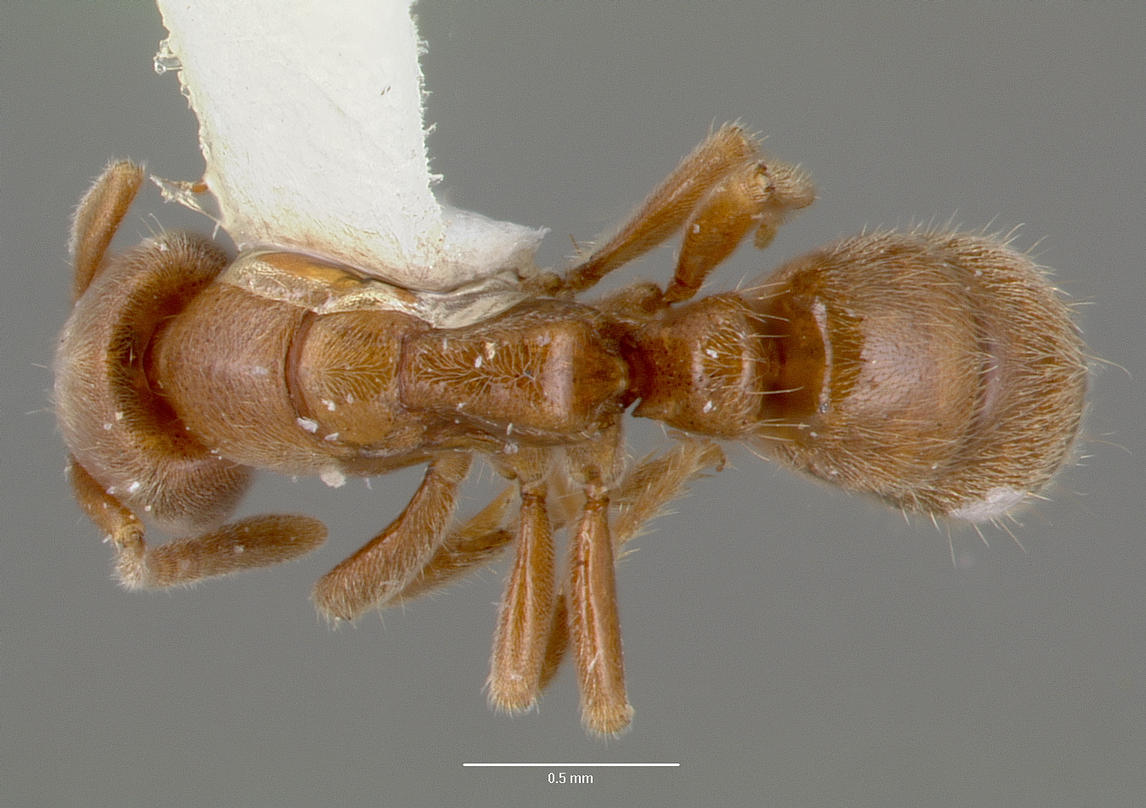
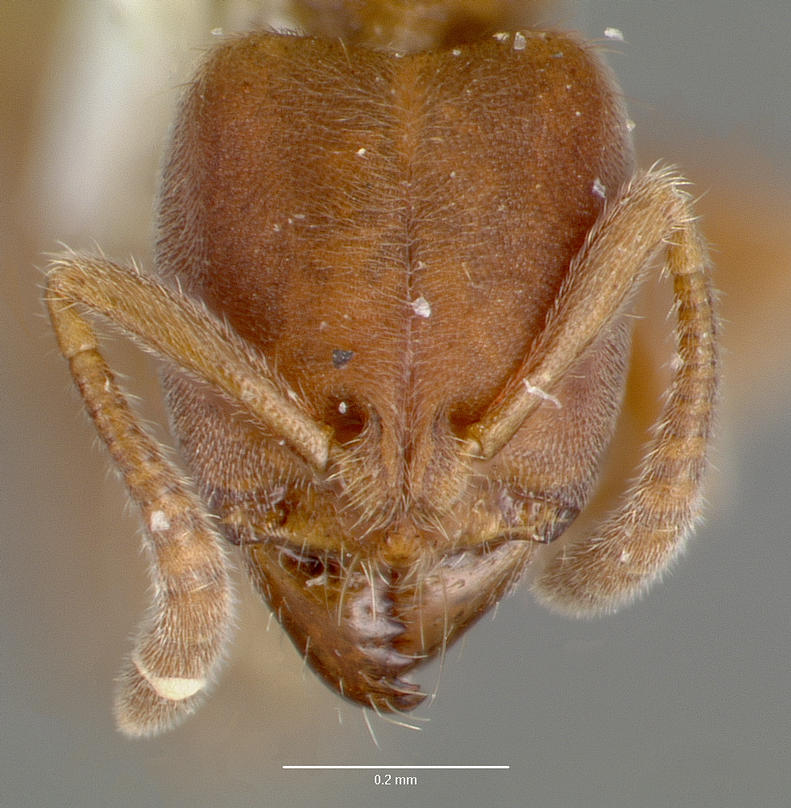